# Akszúmi Királyság
Az Akszúmi Királyság a mai Etiópia északi részén helyezkedett el az 1. és a 10. század között. A birodalom a 4. század első felétől áttért a kereszténységre, ekkortól használta az Etiópia elnevezést is. Fővárosa Akszúm, fontosabb városai Adulis, Yeha, Hawulti, Matara és Qohaito voltak.

## Elhelyezkedés
Az Akszúmi Királyság a mai Észak-Etiópia és Eritrea területén alakult ki. Legnagyobb  kiterjedése idején, a 4. században ezeken kívül kiterjedt még Szudán tengerparti területeire és Dél-Egyiptomra, valamit Jemen és Szaúd-Arábia egyes részeire. kiterjedése ekkor kb. 1,25 millió km² lehetett.

## Uralkodók
Az uralkodó hivatalos címe a „ngś ngśt” vagy „nigūśa nagaśt” (királyok királya) volt, mely az Etióp Császárság korában is fennmaradt és egészen Hailé Szelasszié etióp császár 1974-es trónfosztásáig használták.

## Történet

### Eredet
A korábbi elképzelések (Conti Rossini) szerint a királyságot dél-arábiai kereskedő bevándorlók alapították, akik folyamatosan érkeztek ide évszázadokon át. Először a Vörös-tenger partvidékét hódították meg, később kiterjesztették hatalmukat az Indiai-óceán partvidékére is.
Ma már a kutatók legnagyobb része egyetért abban, hogy a birodalom helyi eredetű. Az Akszúmban beszélt sémi eredetű ge’ez nyelvet sem tartják ma már sábai (délarab) gyökerűnek, hisz Északkelet-Afrikában már Kr. e. 2000 körül is bizonyítottan éltek sémi nyelveket beszélő népek. A Kr. e. 1. évezredben a Vörös-tenger afrikai partján megjelenő arabok befolyását pedig szintén nem tekintik a helyi kultúrát jelentős mértékben befolyásoló hatásnak.
Akszúm kapcsolatát a korábbi D’mt királysággal máig sem sikerült tisztázni, valószínűleg az annak hanyatlása után kialakult kis államok egyikeként, a riválisok legyőzésével és egyesítésével alakult ki.
Az első forrás, mely a birodalomról fennmaradt, a Periplus Maris Erythraei (Eritreai tenger leírása), mely egy Kr. u. 100 körül keletkezett görög hajózási útmutató. Név szerint említi Akszúm uralkodóját, Zoskalest, valamint az állam fő exportcikkét, az elefántcsontot.

### Fénykor
A Római Birodalmat Indiával összekötő legfőbb kereskedelmi útvonalak időszámításunk kezdetekor a Közel-Keleten keresztül, a Perzsa-öböl területén húzódtak. Az indiai áruk  iránti római igények növekedésével az 1. században egyre nagyobb hajókat használtak, melyekkel Egyiptomból a Vörös-tengeren át gazdaságosabban lehetett szállítani. Ekkor nőtt meg a dél-arábiai és az északkelet-afrikai kikötők szerepe. Ilyen volt az Akszúm uralma alatt álló Adulis (a mai Massawa mellett) és Avalites (Assab közelében) is. Ezekhez egy jól kiépített szárazföldi kereskedelmi hálózat is kapcsolódott, mely Afrika belsejéből elefántcsontot, tömjént, aranyat, rabszolgát és egzotikus állatokat juttatott el a tengerpartra, majd a Római Birodalomba. A 2-3. században Akszúm lassan visszaszorította fő vetélytársát, a hasonló árukkal a Nílus-völgyén át kereskedő Meroé központú Kusita Királyságot. A tengerre eljutó kusita árukat is Adulisból exportálták, majd az akszúmiak egy Egyiptomba tartó új karavánutat alakítottak ki, mely elkerülte a Nílus völgyét.
Kedvező fekvését kihasználva Akszúm a Földközi-tenger és az Indiai-óceán közötti kereskedelmi útvonalak ellenőrzésével régió legfontosabb államává vált.
Kapcsolata főleg a keresztény közel-keleti vidékekkel volt, ennek is köszönhető, hogy a 4. században felvette a keresztény vallást. A krónikák szerint Frumentius türoszi misszionárus hozta el a vidékre a kereszténységet.
Az Akszúm Birodalom fénykorát Ezana uralkodása (321 k. – 360 k.) alatt érte el, aki meghódította Meroét is. Meroé szétzúzásával Akszúm megszerezte az Arábián át a Földközi-tengeri kikötőkhöz vezető tömjénút feletti kizárólagos ellenőrzést, ezzel kezébe kaparintotta a tömjén, az arany, a mirha északi irányú, s a vas déli irányú kereskedelmét. Ennek révén ebben a korban Akszúm Róma, Bizánc és Perzsia mellett a késő ókori világ nagyhatalmának számított. A 4. századra tehető a Sioni Szent Mária katedrális építése Akszúmban, ez későbbi korokban az etióp uralkodók koronázási templomául szolgált. 1535-ben egy tűzvészben elpusztult, de a portugálok újjáépítették.

### Hanyatlás és bukás
Akszúm  a 6. században második fénykorát élte, támogatta Bizáncot a Szászánida Birodalom elleni harcokban.
A 7. századtól a királyság hanyatlani kezdett. Megjelent az iszlám vallás, amely hódítólag lépett fel az északi területeken. Mivel Mohamed első követőit az akszúmi uralkodó befogadta, az iszlám hódítás eleinte elkerülte a birodalmat. 640 körül Omár ibn al-Khattáb hajóhada megtámadta Adulis kikötőjét, ám vereséget szenvedett és visszavonult. Akszúmi kalózok 702-ben rövid időre Dzsidda városát is elfoglalták, ám a tengeren hamarosan felülkerekedtek az arabok, akik korábban Észak-Afrika elfoglalásával szárazföldön is elszigetelték a birodalmat.
Ezzel megszűnt a kereskedelem Bizánccal, elvágták a kereskedelmi utakat a Vörös-tengeren is.
A királyság egyre beljebb húzódott a szárazföldön, egyre inkább elszigetelődött a külvilágtól. Az uralkodók többé már nem voltak képesek az országot egyben tartani és az valószínűleg a 10. század közepén szétesett.
A helyi hagyományok szerint ebben kulcsszerepe volt egy Gudit vagy Yodith nevű zsidó királynőnek, aki 960-1000 körül legyőzte Akszúmot és felégette templomait. 40 év uralkodás után utódai örökölték a trónt, mígnem az agaw törzsből származó Mara Takla Haymanot, az utolsó akszúmi király tábornoka és veje megszerezte a trónt és megalapította a Zagve-dinasztiát.
Mivel ebből az időszakból háborús pusztítás nyomai nem maradtak fenn és kronológiai problémák is felmerülnek, néhány mai kutató az eseményeket nem tartja valóságosnak.
Egy másik elképzelés szerint a vélhetőek a szidamók damoti törzséhez tartozó pogány Bani al-Hamwiyah királynő és délről érkező seregei vetettek véget az Akszúmi Királyságnak.
Egy rövid sötét kor után, valószínűleg 1137 körül a Zagve-dinasztia jutott uralomra a területen.

## Kultúra
Az Akszúmi Királyság helyi eredetű kultúrája számos külső hatással gazdagodott. A birodalom fénykorában szudáni, egyiptomi, arab és indiai hatások is érték az országot, a nagyobb városokban pedig délarab, zsidó, núbiai, bizánci és indiai közösségek is éltek.

### Nyelv és írás
A lakosság túlnyomó részét a habeshák, vagyis a déli sémi nyelvek valamelyikét beszélő népek alkották. Mellettük kisebb számban kusita és nílusi-szaharai nyelvcsaládba tartozók is éltek itt.
A sémi nyelvűek közül a többség a ge'ez nyelvet beszélte. A kereszténység felvétele után ez lett az egyház nyelve is. A birodalom széthullása után a ge'ez  lassan kihalt, kialakultak utódai, a mai etióp nyelvek közé tartozó amhara és tigrinya. A nyelv csak a hétköznapi használatból halt ki, ma is az Etióp Ortodox Egyház liturgikus nyelve.

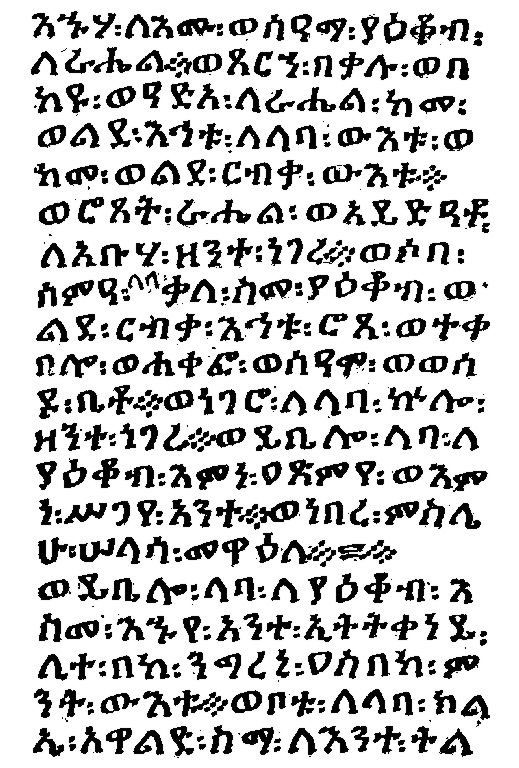
Mózes I. könyve 29.11–16 ge'ez nyelven (15. századi kézirat)

A ge'ez nyelv leírására a délarab írásból saját 26 betűből álló ábécét fejlesztettek ki, mely Etiópiában ma is használatban van.

### Vallás
A kereszténység előtt Akszúmban egy többistenhívő vallást gyakoroltak, melynek Astar volt a főistene, akinek a fiától, Mahrentől eredeztették magukat az uralkodók.
A kereszténységet 324 körül vette fel Ezana király, a birodalomba vetődött keresztény Frumentius, egykori nevelője tanításai hatására.

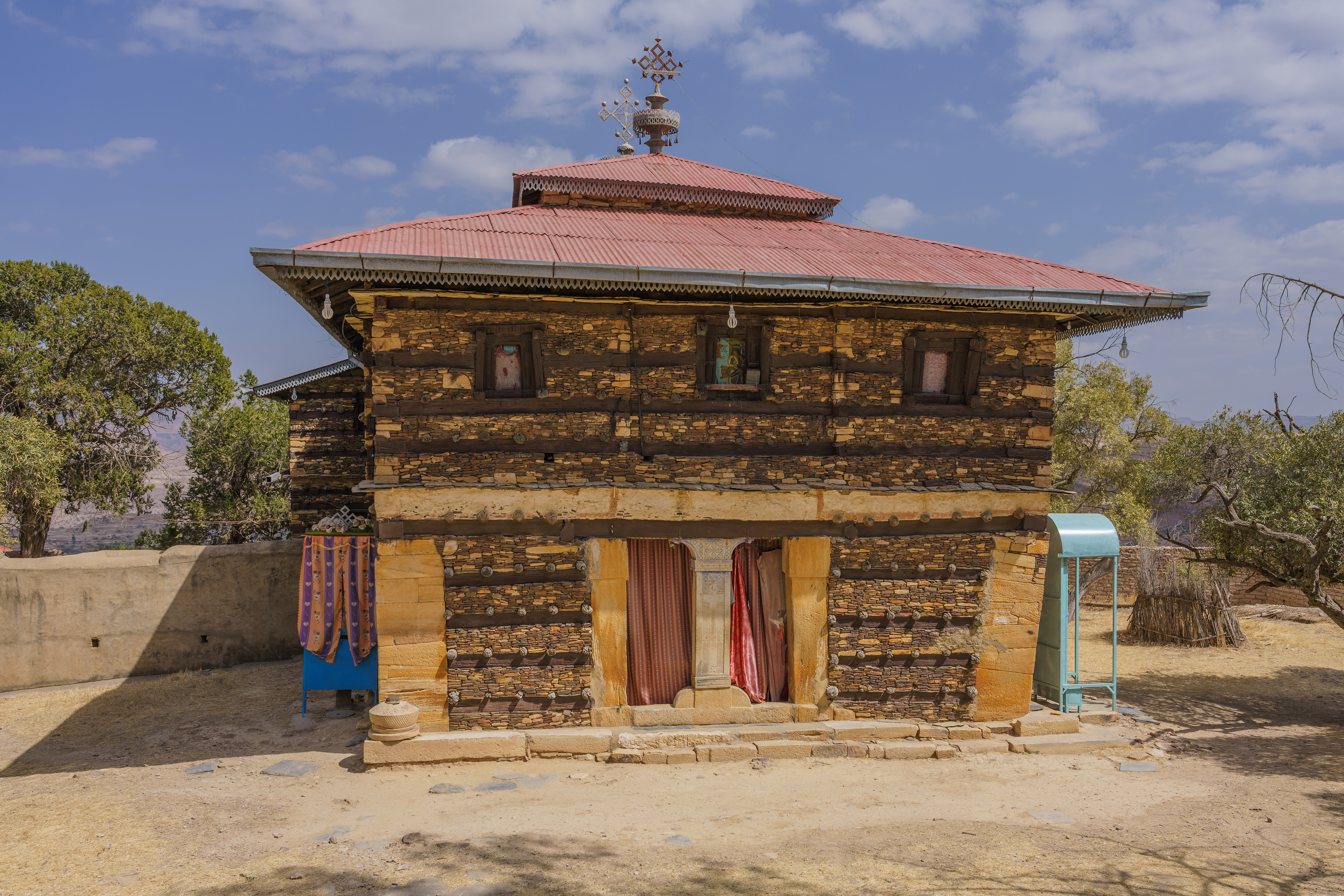
Debre Damo kolostora

A király által veretett pénzeken ettől kezdve szerepelt a kereszt is. Frumentiust 330 körül Alexandriában Etiópia püspökévé tették, ám az egyház fejlődése inkább a helyi viszonyoknak megfelelően alakult, a patriarchátus befolyása csekély volt, bár hivatalosan csak 1959-ben lett független a kopt egyháztól.
Az Etióp Ortodox Egyház a khalkédóni zsinat (451) óta a miafizita irányzathoz tartozik.

### Építészet

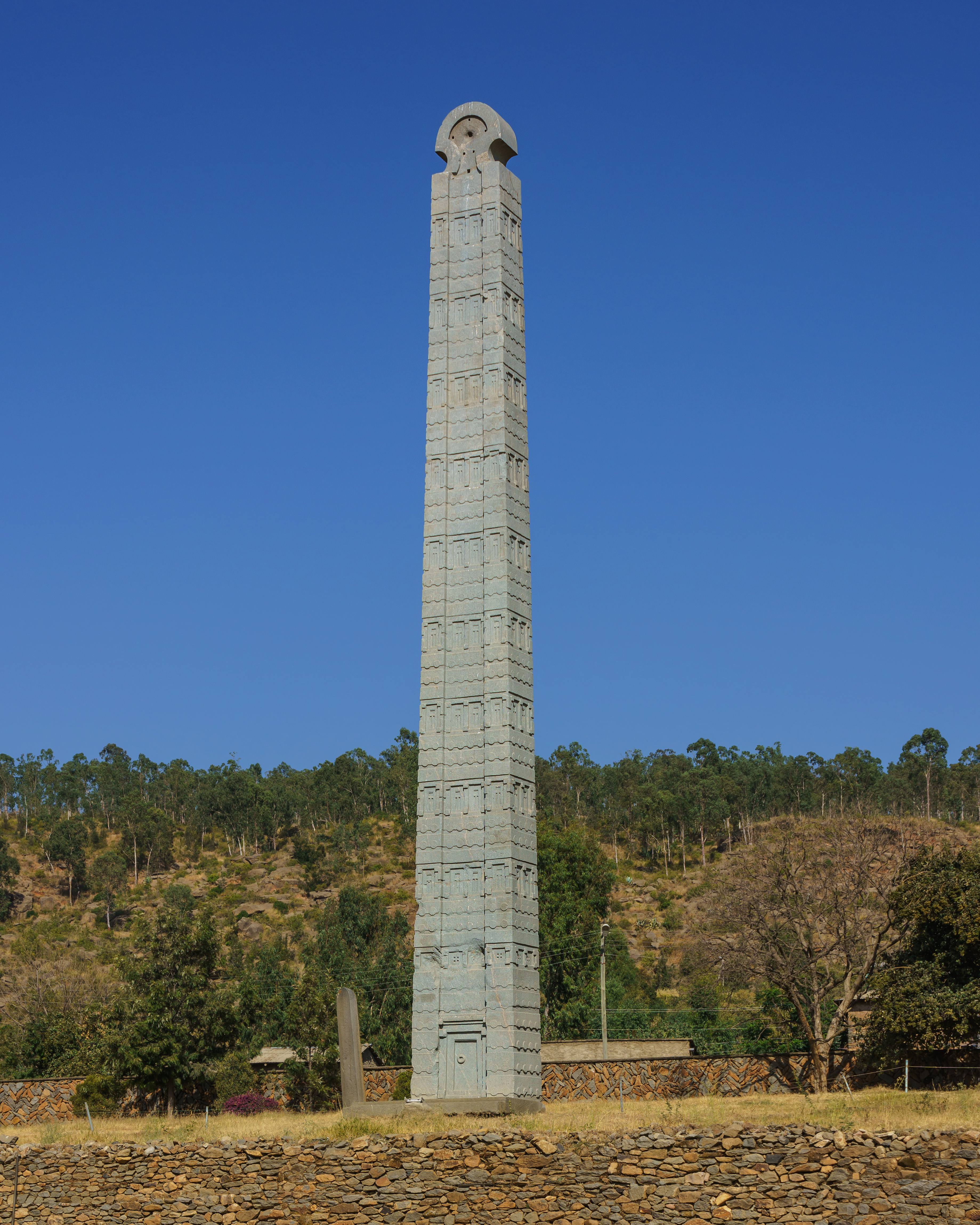
Akszúm obeliszkje

Akszúm legfontosabb építészeti emlékei a 3. századtól elterjedő, a királyok és a nemesek sírjait jelző sztélék és obeliszkek.
A kőoszlopok közül a legnagyobb 33 méter magas. A földből kiemelkedő rész alatt több méter mélyen alapozták meg az építményt, a jól kiszámított ellensúlyok miatt a sztélék 1700 év alatt sem dőltek le. A köveket többnyire az építtető király vagy nemes emblémái díszítik.

### Pénzverés
Az Akszúmi Királyság volt az első afrikai gyökerű állam, melynek uralkodói saját pénzérméket verettek. Ezek az aranyból, ezüstből vagy bronzból készülő pénzek görög vagy ge'ez nyelvű feliratokat tartalmaztak, a 4. századtól pedig (a kereszténység felvétele után) megjelent rajtuk a kereszt szimbóluma is.

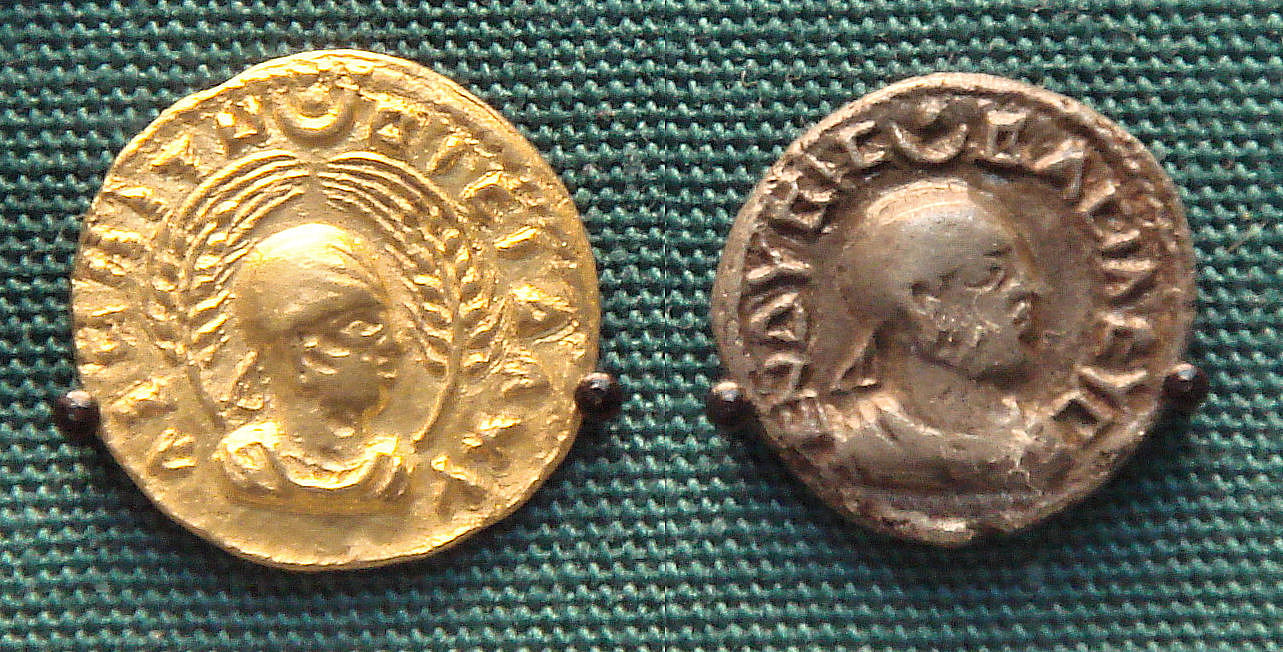
Endubis pénze

Az első érméket Endubis készítette 270 körül és Amrah uralkodásáig (610 körül) szinte minden uralkodó érméit ismerjük. A pénzverés többek között arra utal, hogy a kereskedelemben fontos szerepet játszó birodalom egyenrangúnak tartotta magát vetélytársaival. Az érmék kiadása a király számára jelentős profitot is hozott.

## Fordítás
- Ez a szócikk részben vagy egészben  az   Aksumite Empire című angol Wikipédia-szócikk fordításán alapul.  Az eredeti cikk szerkesztőit annak laptörténete sorolja fel. Ez a jelzés csupán a megfogalmazás eredetét és a szerzői jogokat jelzi, nem szolgál a cikkben szereplő információk forrásmegjelöléseként.